# Premio culturale Osamu Tezuka
Il Premio culturale Osamu Tezuka (手塚治虫文化賞?, Tezuka Osamu bunkashō) è un premio letterario conferito annualmente dal 1971 a fumettisti giapponesi. Il premio consiste in una coccarda, una statuetta e un assegno da 2000000 di yen per l'autore del miglior fumetto e da 1000000 di yen per i vincitori delle altre categorie.
L'onorificenza è intitolata a Osamu Tezuka, considerato il padre dell'odierno fumetto giapponese e autore di opere celeberrime, fra cui Astro Boy, la silhouette del cui protagonista è replicata nella statuetta per i vincitori. Tezuka stesso è stato a capo della giuria incaricata di assegnare il Premio Tezuka fino alla sua morte nel 1989.

## Storia
Nato nel 1971 con il nome di Premio biannuale Osamu Tezuka, sponsorizzato dalla Shūeisha per la sua testata Weekly Shōnen Jump, si proponeva di premiare i giovani esordienti più promettenti.
Nel 1995 venne istituito il Premio Tezuka, strutturato in diciassette categorie (due per manga e fumetti, cinque per anime e cartoni animati, quattro sia per manga sia per anime, sei per le opere dei fan) e conferito nell'ambito della AnimEast Convention.
Dal 1997, nella sua ultima incarnazione, il premio ha assunto il nome di Premio culturale Osamu Tezuka ed è conferito in una cerimonia allestita dal quotidiano Asahi Shinbun. Le categorie premiate sono:
- Comics Grand Prize (conferito al miglior manga)
- Comics Excellence Award (abolito nel 2002)
- New Hope Award (istituito nel 2003, conferito al miglior autore esordiente)
- Short Story Award (istituito nel 2003, conferito alla miglior storia breve)
- Special Award (conferito per meriti speciali nel mondo dei manga)

## Premio biannuale Osamu Tezuka
1971-1979
- N.A.

1979
- Grand Prize: N.A.
- Secondo posto: Tsukasa Hōjō per Space Angel

1980
- Masakazu Katsura per Tsubasa Wings

1981
- Masakazu Katsura per Tenkōsei wa hensōsei!?

1981-1986
- N.A.

1987
- Nobuhiro Watsuki

1988
- Takehiko Inoue per Kaede Purple

1988-1992
- N.A.

1992
- Jun-Nyuusen Award: Eiichirō Oda

1993-2002
- N.A.

2003
- Yuuziro Sakamoto per King or Cures

## Premio Tezuka
1995
- Best Japanese Language Anime/Manga Publication: Newtype
- Best Non-Japanese Language Anime/Manga Publication: Animerica
- Best Japanese Language Manga: Ranma ½
- Best Japanese Anime/Manga Artist: Rumiko Takahashi
- Best Translated Manga: Ranma ½
- Best Non-Japanese Anime/Manga Artist: Steve Bennett
- Best Anime Soundtrack: Macross Plus
- Best Japanese Language Anime Not Released in US: Dragon Ball Z
- Best English Language Anime: Macross Plus
- Best Anime/Manga Fanzine/Newsletter: The Rose (Anime Hasshin)
- Best Anime/Manga Fan Club: Anime Hasshin
- Best Anime/Manga Related Project: Hitoshi Doi synopses e Otakon
- Best Fan Artist: John Barrett
- Most Dedicated Fan: Steve Pearl
- AnimEast's Music Video Award Winner: Captain Nemo/Nadia by Marc Hairston

## Premio culturale Osamu Tezuka

### 1997
- Grand Prize: Fujiko Fujio per Doraemon
- Award for Excellence: Moto Hagio per A Cruel God Reigns
- Special Award: Toshio Naiki, per aver istituito la Modern Manga Library, "unico posto in Giappone dove i ricercatori possono leggere vecchi manga per un piccolo prezzo"
- Altri finalisti: Minetarō Mochizuki per Dragon Head, Taiyō Matsumoto per Ping Pong, Gonta King e Hagin Yi per Sōten kōro, Takayuki Yamaguchi per Il destino di Kakugo

### 1998
- Grand Prize: Natsuo Sekikawa e Jirō Taniguchi per Ai tempi di Bocchan
- Award for Excellence: Yūji Aoki per Naniwa kin'yūdō
- Special Award: Shōtarō Ishinomori, premio alla carriera nel mondo dell'industria dei manga
- Altri finalisti: Taiyō Matsumoto per Ping Pong, Gonta King e Hagin Yi per Sōten kōro, Naoki Urasawa per Monster, Rieko Saibara per Yunbo-kun

### 1999
- Grand Prize: Naoki Urasawa per Monster
- Award for Excellence: Akira Sasō per Shindō
- Special Award: Fusanosuke Natsume, premio alla carriera come critico
- Altri finalisti: Kentarō Miura per Berserk, Minetarō Mochizuki per Dragon Head, Kyōko Okazaki per Untitled

### 2000
- Grand Prize: Daijirō Moroboshi per Saiyū yōenden
- Award for Excellence: Minetarō Mochizuki per Dragon Head
- Special Award: Frederik L. Schodt, per il suo aiuto nella diffusione dei manga nel mondo
- Altri finalisti: Kentarō Miura per Berserk, Wakako Mizuki per Itihāsa, Hideki Arai per The World is Mine, Eiichirō Oda per One Piece

### 2001
- Grand Prize: Baku Yumemakura e Reiko Okano per Onmyōji
- Award for Excellence: Kotobuki Shiriagari per Yajikita in Deep
- Special Award: Akira Maruyuma, per il suo aiuto nei confronti di diversi nuovi scrittori
- Altri finalisti: Takehiko Inoue per Vagabond, Kentarō Miura per Berserk, Yumiko Ōshima per Gū-gū datte neko dearu, Eiichirō Oda per One Piece

### 2002
- Grand Prize: Takehiko Inoue per Vagabond
- Award for Excellence: Kentarō Miura per Berserk
- Altri finalisti: Yumi Hotta e Takeshi Obata per Hikaru no go, Hideki Arai per The World is Mine, Reiko Shimizu per Himitsu - The Top Secret, Eiichirō Oda per One Piece

### 2003
- Grand Prize: Fumiko Takano per Kiiroi hon
- New life award: Yumi Hotta e Takeshi Obata per Hikaru no go
- Short story Award: Hisaichi Ishii per Gendai shisō no sōnanshā-tachi
- Special Award: Shigeru Mizuki, premio alla carriera
- Altri finalisti: Shūhō Satō per Burakku Jakku ni yoroshiku, Ichiko Ima per Hyakki yakōshō, Tarō Minamoto per Fūnji-tachi: Bakumatsu, Yumiko Ōshima per Gū-gū datte neko dearu, Izō Hashimoto e Akio Tanaka per Shamo

### 2004
- Grand Prize: Kyōko Okazaki per Helter Skelter
- New life award: Takashi Morimoto per Naniwadora ihon
- Short story Award: Risu Akizuki per OL shinkaron
- Special Award: Tarō Minamoto, per le sue innovazioni nel campo dei manga storici e per i suoi contributi alla cultura dei manga
- Altri finalisti: Ai Yazawa per Nana, Tarō Minamoto per Fūnji-tachi: Bakumatsu, Satoshi Fukushima per Shōnen-shōjo, Hiromu Arakawa per Fullmetal Alchemist, Chika Umino per Honey and Clover, Ryōko Yamagishi per Mahime Terpsichore, Yamato Suzuki per Manga kidō oku no hosomichi

### 2005
- Grand Prize: Naoki Urasawa per Pluto
- New life award: Fumiyo Kōno per Yūnagi no machi, sakura no kuni
- Short story Award: Rieko Saibara per Jōkyō monogatari e Mainichi kāsan
- Special Award: Kawasaki City Museum, per il suo progetto di raccogliere ed esibire manga dal epoca Edo fino a quelli moderni
- Altri finalisti: Hitoshi Iwaaki per Historie, Yōko Kondō per Suikyo kitan, Tomoko Ninomiya per Nodame Cantabile, Ryōko Yamagishi per Mahime Terpsichore, Tobira Oda per Danchi tomō, Ichiko Ima per Hyakki yakōshō, Takehiko Inoue per Real

### 2006
- Grand Prize: Hideo Azuma per Il diario della mia scomparsa
- New life Award: Asa Higuchi per Ōkiku furikabutte
- Short story Award: Risa Itō per Onna ippiki neko futari, Oi Piitan!! e Onna no mado
- Special Award: Kōsei Ono, per aver introdotto per diversi anni fumetti stranieri in Giappone e per la sua attività come critico
- Altri finalisti: Tomoko Ninomiya per Nodame Cantabile, Ai Yazawa per Nana, Moyoco Anno per Hataraki Man, Hitoshi Iwaaki per Historie, Masayuki Ishikawa per Moyasimon, Akimi Yoshida per Eve no nemuri, Ton Ōkawara per Ōsama no shitateya, Tobira Oda per Danchi Tomō, Takehiko Inoue per Real, Daisuke Igarashi per Little Forest

### 2007
- Grand Prize: Ryōko Yamagishi per Mahime Terpsichore
- New life Award: Nobuhisa Nozoe, Kyojin Ōnishi e Kazuhiro Iwata per Shinsei kigeki
- Short story Award: Hiromi Morishita per Ōsaka Hamlet
- Altri finalisti: Tomoko Ninomiya per Nodame Cantabile, Masayuki Ishikawa per Moyasimon, Yoshihiro Yamada per Hēgemono, Fumi Yoshinaga per Ooku - Le stanze proibite, Tsugumi Ōba e Takeshi Obata per Death Note, Tobira Oda per Danchi Tomō, Daisuke Satō e Yū Itō per Kōkoku no shōgosha

### 2008
- Grand Prize: Masayuki Ishikawa per Moyasimon
- New life Award: Toranosuke Shimada per Träumerei
- Short story Award: Yumiko Ōshima per Gū-gū datte neko dearu
- Special Award: International Institute for Children's Literature, prefettura d'Osaka
- Altri finalisti: Akimi Yoshida per Our Little Sister - Diario di Kamakura, Fumi Yoshinaga per Ooku - Le stanze proibite, Naoki Yamamoto per Red, Yokusaru Shibata per Hachi wan daibā, Ai Yazawa per Nana, Shōhei Manabe per Yamikin Ushijima-kun, Yoshito Asari per Rukuruku, Daisuke Igarashi per Children of the Sea, Kiyohiko Azuma per Yotsuba &!

### 2009
- Grand Prize: Yoshihiro Tatsumi per Gekiga hyōryū e Fumi Yoshinaga per Ooku - Le stanze proibite
- New life Award: Suehiro Maruo per La strana storia dell'isola Panorama
- Short story Award: Hikaru Nakamura per Saint Young Men
- Altri finalisti: Akimi Yoshida per Our Little Sister - Diario di Kamakura, Fusako Kuramochi per Eki kara 5 fun, Akira Sasō per Maestro, Daisuke Igarashi per Children of the Sea

### 2010
- Grand Prize: Yoshihiro Yamada per Hēgemono
- New life Award: Haruko Ichikawa per Mushi to uta
- Short story Award: Mari Yamazaki per Thermae Romae
- Special Award: Yoshihiro Yonezawa

### 2011
- Grand Prize: Motoka Murakami per Jin e Taiyō Matsumoto per Takemitsu zamurai
- New life Award: Hiromu Arakawa per Fullmetal Alchemist
- Short story Award: Keisuke Yamashina per C-kyu Salaryman Koza

### 2012
- Grand Prize: Hitoshi Iwaaki per Historie
- New life Award: Yū Itō per Shut Hell
- Short story Award: Roswell Hosoki per Sake no hosomichi
- Special Award: Weekly Shōnen Jump

### 2013
I vincitori della 17ª edizione del premio sono stati:
- Grand Prize: Yasuhisa Hara per Kingdom
- New life Award: Miki Yamamoto per Sunny Sunny Ann
- Short story Award: Yoshiie Gōda per Kikaijikake no ai

### 2014
I vincitori della 18ª edizione del premio sono stati:
- Grand Prize: Chika Umino per Un marzo da leoni
- New life Award: Machiko Kyō per Mitsuami no kami-sama
- Short story Award: Yuki Shikawa per Onnoji
- Special Award: Fujiko Fujio A per Ai… shirisomeshi koro ni…

### 2015
I vincitori della 19ª edizione del premio sono stati:
- Grand Prize: Yoriko Hoshi per Aizawa Riku
- New life Award: Yoshitoki Ōima per A Silent Voice
- Short story Award: Sensha Yoshida per Okayu neko
- Special Award: Chikako Mitsuhashi per Chīsana Koi no monogatari
- Altri finalisti: Kazuhiko Shimamoto per Aoi honō, Yūsei Matsui per Assassination Classroom, Hiromu Arakawa per Silver Spoon, Yōko Kondo e Yasumi Tsuhara per Goshoku no fune, Jōkura Cozy per Chaser, Masashi Kishimoto per Naruto, Hajime Toda per Heisei uro chiboe zōshi

### 2016
I vincitori della 20ª edizione del premio sono stati:
- Grand Prize: Kei Ichinoseki per Hanagami sharaku e Kiyohiko Azuma per Yotsuba &!
- New life Award: Yuki Andō per Machida-kun no sekai
- Short story Award: Tatsuya Nakazaki per Okayu neko
- Special Award: Kyoto International Manga Museum
- Altri finalisti: Ichigo Takano per Orange, Satoru Noda per Golden Kamui, Masayuki Kusumi e Jirō Taniguchi per Kodoku no gourmet, Yuki Suetsugu per Chihayafuru, Kan Takahama per Cho-no-michiyuki

### 2017
I vincitori della 21ª edizione del premio sono stati:
- Grand Prize: Fusako Kuramochi per Hana ni somu
- New life Award: Haruko Kumota per Shōwa Genroku rakugo shinjū
- Short story Award: Kahoru Fukaya per Yomawari neko
- Special Award: Osamu Akimoto per Kochira Katsushika-ku Kameari kōen-mae hashutsujo
- Altri finalisti: Abi Umeda per Children of the Whales, Satoru Noda per Golden Kamui, Kan Takahama per Sad Girl, Niwa Tanba per Tokusatsu gagaga, Yūko Ōtsuki per Dokonjō gaeru no musume, Yukinobu Hoshino per Rain Man

### 2018
I vincitori della 22ª edizione del premio sono stati:
- Grand Prize: Satoru Noda per Golden Kamui
- New life Award: Paru Itagaki per Beastars
- Short story Award: Tarō Yabe per Oya-san to boku
- Special Award: Tetsuya Chiba
- Altri finalisti: Ark Performance per Arpeggio of Blue Steel, Keiichi Tanaka per "Utsunuke" utsu tunnel o nuketa hito-tachi, Gō Tanabe per Kūki no sanmyaku ni te, Yuki Ozawa per Sanju Mariko, Akane Torikai per Sensei no shiroi uso, Masakazu Ishiguro per Eppur... la città si muove!, Shinichi Ishizuka per Blue Giant, Philippe Nicloux per Matsumoto, Kaiu Shirai e Posuka Demizu per The Promised Neverland.

### 2019
I vincitori della 23ª edizione del premio sono stati:
- Grand Prize: Shinobu Arima per Sono Ko, Jiruba
- New life Award: Sansuke Yamada per Areyo Hoshikuzu
- Short story Award: Ken Koyama per Seiri-chan
- Special Award: Takao Saitō
- Altri finalisti: Sansuke Yamada per Areyo Hoshikuzu, Akimi Yoshida per Our Little Sister - Diario di Kamakura, Kaiu Shirai e Posuka Demizu per The Promised Neverland, Misato Konari per Nagi no Oitoma, Remon Haruna per Daru-chan, Bin Kusamizu e Saburō Megumi per Fragile – Byōrii Kishi Keiichirō no Shoken, Marimo Ragawa per Mashiro no Oto, Aoi Makino per Sayonara Miniskirt, Haruko Kashiwagi per Kenkō de Bunkateki na Saitei Gendo no Seikatsu, Kenta Shinohara per Kanata no Astra.

### 2020
I vincitori della 24ª edizione del premio sono stati:
- Grand Prize: Kan Takahama per La lanterna di Nyx
- New life Award: Rettō Tajima per Mizu wa umi ni mukatte nagareru
- Short story Award: Yama Wayama per Muchū sa, kimi ni
- Special Award: Machiko Hasegawa
- Altri finalisti: Yoshiharu Mishima per Kodama Maria bungaku shūsei, Koyoharu Gotōge per Demon Slayer - Kimetsu no yaiba, Tatsuya Endo per Spy × Family, Toru Izu per Jūza no Uruna, Tsubasa Yamaguchi per Blue Period, Miki Matsuda e ※Kome per Yakō kumo no Sarissa, Shimada Toranosuke per Robo sapiens zenshi.

### 2021
I vincitori della 25ª edizione del premio sono stati:
- Grand Prize: Kazumi Yamashita per Land
- New life Award: Kanehito Yamada e Tsukasa Abe per Frieren - Oltre la fine del viaggio
- Short story Award: Hiroko Nohara per Kieta mamatomo e Tsuma wa kuchi o kiite kuremasen
- Special Award: Koyoharu Gotōge per Demon Slayer - Kimetsu no yaiba
- Altri finalisti: Umi Shiina per Aono-kun ni sawaritai kara shinitai, Miki Yamamoto per Kashikokute yūki aru kodomo, Gege Akutami per Jujutsu kaisen - Sorcery Fight, Nami Sasou per Bara wa shuraba de umareru, Kazuyoshi Takeda per Peleliu: Rakuen no Guernica, Kaiu Shirai e Posuka Demizu per The Promised Neverland.

### 2022
I vincitori della 26ª edizione del premio sono stati:
- Grand Prize: Uoto per Il movimento della Terra
- New life Award: Natsuko Taniguchi per Kyōshitsu no katasumi de seishun ga hajimaru e Konya sukiyaki da yo
- Short story Award: Izumi Okaya per Ī toshi o e Hakumokuren wa kirei ni chiranai
- Altri finalisti: Aka Akasaka, Mengo Yokoyari per Oshi no ko - My Star, Naoya Matsumoto per Kaiju No. 8, Hirohiko Araki per JoJolion, Tatsuhiko Shibusawa, Yōko Kondō per Takaoka shin nōkō kaiki, Fūtarō Yamada, Bun Katsuta per Fūtarō fusen nikki, Kazuyoshi Takeda per Peleliu: Rakuen no Guernica, Yoshihiro Yamada per Bōkyō Tarō, Yumi Tamura per Don't Call it Mystery.

### 2023
I vincitori della 27ª edizione del premio sono stati:
- Grand Prize: Kiwa Irie per Yuria sensei no akai ito
- New life Award: Ganpu per Danchōtei nichijō
- Short story Award: Ebine Yamaji per Onna no ko ga iru basho wa
- Special Award: Kazuo Umezu per Zoku Shingo: Chiisana Robot Shingo Bijutsukan
- Altri finalisti: John Tarachine per Umi ga hashiru End Roll, Tatsuya Endō per Spy × Family, Taizan 5 per Takopi's Original Sin, Fuyumi Sōryō per Cesare - Il creatore che ha distrutto, Keigo Shinzō per Hirayasumi, Taiyō Matsumoto per Tokyo Higoro.

### 2024
I vincitori della 28ª edizione del premio sono stati:
- Grand Prize: Mari Yamazaki e Miki Tori per PLINIVS
- New life Award: Akihito Sakaue per Kanda Gokura-chō Shokunin-Banashi
- Short story Award: Miri Masuda per Tsuyukusa Natsuko no Isshō
- Special Award: Comitia Committee
- Altri finalisti: Tomoko Yamashita per Ikoku nikki, Aka Akasaka e Mengo Yokoyari per Oshi no ko, Akane Torikai per Saturn Return, Fumi Yoshinaga per Tamaki to Amane, Shūzō Oshimi per Tracce di sangue, Taiyo Matsumoto per Tokyo giorno per giorno, Nazuna Saitō per Bocchi shi no yakata[17].

### 2025
I vincitori della 29ª edizione del premio sono stati:
- Grand Prize: Rintaro per 1-byo 24-koma no Boku no Jinsei
- New life Award:  Shiho Kido per Dokudami no Hana Saku Koro
- Short story Award: Shunji Enomoto per The Kinks
- Special Award: Yokote City Masuda Manga Art Foundation
- Altri finalisti: Aka Akasaka, Mengo Yokoyari per Oshi no Ko; Chiya Kuramoto per Battle Scar; ; John Tarachine per Umi ga Hashiru Endroll; Yuki Ando per Chizu ni Nai Basho; Mari Okazaki per Embryologist Mizuiro; Arako Toaru per Never Say Ugly.[19].